# Score (Tankstelle)
Die SCORE GmbH, bis 2023 SCORE-Tankstellen und Mineralölhandelsgesellschaft mbH, mit Sitz in Emden verfügt über 51 Tankstellen im nordwestdeutschen Raum, der Großteil davon in Ostfriesland. Sechs Tankstellen befinden sich in Emden, drei weitere in Aurich und weitere 14 in anderen Orten Ostfrieslands. Im benachbarten Landkreis Friesland befinden sich sechs und im Oldenburger Land vier Tankstellen. Zweimal ist SCORE an Autobahnen vertreten: an der Raststätte Hasbruch-Süd an der Bundesautobahn 28 und an der Bundesautobahn 2 in Hämelerwald nahe Hannover. 2 von den 51 Tankstellen sind Automatentankstellen. Diese befinden sich einmal in Wittmund und in Nortmoor. 

## Geschichte
Im Jahr 1965 gründeten Apollonia Riedl-Defet und Helmut Riedl das Unternehmen. Zunächst wurde ein reines Immobiliengeschäft in der Mineralölbranche betrieben. 1972 stieg das mittelständische Unternehmen mit einer einzelnen Tankstelle in Remels selbst ins Tankstellengeschäft ein. Seither ist das Tankstellennetz kontinuierlich erweitert worden.  Nach dem Tod Riedls im Jahr 1997 leitete Apollonia Riedl-Defet die Gesellschaft. Sie verstarb im Januar 2016. Geschäftsführer ist Thomas Ehrlich.

## Geschäftsmodell
SCORE betreibt selbst keine Tankstellen, sondern verpachtet diese an selbstständige Pächter. Die Versorgung der Tankstellen mit Kraftstoffen übernehmen die großen Mineralölgesellschaften. Diese stellen die Tanktechnik und übernehmen auch deren Wartung. Der Verkauf der Kraftstoffe erfolgt im Namen und für Rechnung der jeweiligen Mineralölgesellschaft. Diese übernehmen auch das sogenannte Pricing der jeweiligen Tankstelle. Score erhält hierfür eine Provision, die teilweise an die Pächter weitergereicht wird.
Die Belieferung der Score-Tankstellen mit Kraftstoffen übernehmen die folgenden Mineralölgesellschaften:
- HGM Energy GmbH, Bremen
- ARAL Mineralölvertrieb AG, Bochum
- Shell Deutschland Oil GmbH, Hamburg
- Varo Energy Germany GmbH, Hamburg
- Esso Deutschland GmbH, Hamburg

Im Juli 2020 wurde das Schaumwerk in Emden eröffnet. Hierbei handelt es sich um eine Autowaschstraße, die (wie fast alle anderen Waschstraßen auch) Schaum zur Reinigung der Fahrzeuge einsetzt. Der zweite Schaumwerk-Standort in Hildesheim wurde im April 2021 eröffnet.